# 장성철
장성철(張性哲, 1968년 8월 24일, 제주도 제주시 애월면 곽지리 ~ )은 대한민국의 시민운동가 출신 정치인이다.

## 학력
- 1974.03 ~ 1980.02 곽금국민학교 졸업
- 1980.03 ~ 1983.02 애월중학교 졸업
- 1983.03 ~ 1986.02 오현고등학교 졸업
- 1986.03 ~ 1992.02 연세대학교 정치외교학 학사 졸업
- 1992.03 ~ 1994.02 경희대학교 평화복지대학원 공공정책학과 석사 졸업
- 2006.03 ~ 2008.02 제주대학교 대학원 농업경제학과 박사과정 수료

## 경력
- 1994.08 ~ 1998.02 제주경제정의실천시민연합 사무국장
- 2010.07 ~ 2011.01 우근민 제주특별자치도지사 정책보좌관
- 2011.02 ~ 2012.06 제주특별자치도청 기획관리실 정책기획관
- 2012.09 ~ 2016.07 농업법인 제주팜플러스 대표이사
- 2016.01 국민의당 중앙당 제4정책조정위원회 부위원장
- 2016.06 ~ 2018.02 국민의당 제주특별자치도당 제주시 갑 지역위원회 위원장
- 2016.08 ~ 2018.02 국민의당 제주특별자치도당 위원장
- 2018.02 바른미래당 제주특별자치도당 위원장
- 2020.01.29 국민미래포럼 간사 역임 및 '혁신과통합 추진위원회' 참여 선언
- 2020.02.05 바른미래당 탈당
- 2020.02.17 미래통합당 입당
- 2020.07 ~ 2020.09 미래통합당 제주특별재치도당 제주시 갑 당원협의회 위원장
- 2020.07 ~ 2020.09 미래통합당 제주특별자치도당 위원장
- 2020.09 ~ 2021.07 국민의힘 제주특별자치도당 제주시 갑 당원협의회 위원장
- 2020.09 ~ 2021.07 국민의힘 제주특별자치도당 위원장
- 2021.09 ~ 2021.12: 제20대 대통령 선거 국민의힘 홍준표 대통령 경선후보 jp희망캠프 제주선거대책위원장
- 2021.12 ~ 2022.03: 제20대 대통령 선거 국민의힘 윤석열 대통령 후보 선거대책위원회 중앙선거대책본부 조직총괄본부 호남·제주본부장
- 2022.04~2022.05: 제8회 전국동시지방선거 제주특별자치도지사 국민의힘 예비후보
- 2023.08~: 국민의힘 제주특별자치도당 상임고문
- 2024.03~2024.04: 제22대 국회의원 선거 국민의힘 제주특별자치도당 선거대책위원회 상임고문

## 소속 정당
| 소속 정당 | 소속 정당         | 소속 기간   | 비고           |
| --------- | ----------------- | ----------- | -------------- |
|           | 무소속 도의원출마 | 1998        |                |
|           | 새정치국민회의    | 1998 - 2000 | 입당           |
|           | 새천년민주당      | 2002 - 2002 | 합당           |
|           | 무소속            | 2003        | 탈당           |
|           | 열린우리당        | 2003 - 2007 | 창당           |
|           | 대통합민주신당    | 2007        | 합당           |
|           | 무소속            | 2010        | 탈당(공직임명) |
|           | 국민의당          | 2016 - 2018 | 창당           |
|           | 바른미래당        | 2018 - 2020 | 합당           |
|           | 무소속            | 2020        | 탈당           |
|           | 미래통합당        | 2020        | 입당           |
|           | 국민의힘          | 2020 - 현재 | 당명 변경      |

## 역대 선거 결과
|  | 29.38% |

|  | 15.28% |

|  | 1.45% |

|  | 37.07% |